# 反則行為
反則行為（はんそくこうい）とは、任意のルール社会またはルールを定めた状況下において、それを行った場合に何らかの罰則が課せられる行為を指す。
ただし社会体制に関する事例については、「犯罪」もしくは「違反」・「不正」と称する場合が多く、「反則」という言葉は道路交通法などで使われている以外にはスポーツや任意の競技に用いられる事が多い。

## スポーツ／競技
任意のルールが定められた競技において、そのルールを逸脱する行為を行った場合、原則としてそれに対する罰則が課せられる。罰則の内容や評価は競技によって異なるが、多くの場合は、直ちに試合は止められて該当する行為を行った側の敗戦とされる他、悪質度によっては、それ以上の処分が下される例も多い。公式戦においては通常の敗戦よりも劣るものとして扱われることが多いが、これで勝ちを拾った相手がその分高く評価されることはまず無い（例えば大相撲においては平幕が横綱に勝つと金星が記録されるが、横綱が反則をしていた場合は金星を認めない）。モータースポーツでは罰則に対するペナルティ（重りの搭載やタイムの加算）を受ければ完全に帳消しとなり仮に勝利した場合でも不名誉な扱いを受けない物もある。以下は反則の例である。
ボードゲーム全般
これらの反則行為はボードゲーム個別の禁じ手とは異なり出場停止の対象になる事が多い。
- 待った
- ソフトによるカンニング

将棋
- 二歩
- 打ち歩詰め ほか

大相撲
- 頭髪(まげ以外の髪も含む)をつかむ
  - 朝青龍がまげをつかんで反則負けになった時には、横綱としては史上初ということで大きな騒動となった（まげをつかむ反則負け自体はそれほど珍しくない）
- 握り拳で殴る（指を曲げていても掌が隠れていなければ合法）
- 故意に廻しの前袋を握る
- 両手で同時に張り手を出す
- 指をつかんで折り返す
- 目や鳩尾等の急所を攻撃する
- のどをつかむ
- 胸や腹を蹴る
  - 花相撲での初切ではこれらの反則が演出として行われる。

柔道
- 禁止技として指定されている、河津掛け、蟹挟み、足緘、胴絞をかけた時
- 技をかけずに指導を3回とられた時
- 拳・蹴りと言った当て身技を行った時
- 髪・体を掴んだ時
- 脚取りを2回行った時

野球競技
盗塁しようとする走者を投手が欺くことを制限するため、所定の様式に沿わない投球フォームを、意図を問わず一律にボークとして規制している。近年ではビーンボールやクロスプレイなどの危険なプレイに対する規制も強化されている（危険球、コリジョンルール）。
サッカー競技
- ゴールキーパー以外のプレーヤーが手でボールに触れた場合
- フィールドプレーヤーが相手選手を故意に倒したりした場合

バスケットボール競技
以下はバイオレーションと呼ばれる反則である。
- ボールを持ったまま3歩以上移動する

　車いすはボールを乗せたまま車輪を3回以上回す
- 一度ドリブルを止めた後、パスやシュートなどを出さず再びドリブルを始める
- 脚でボールに触れる
- ボールをフロントコートからバックコートに返す

テニス競技
- ラケットのガット以外で打ち返す

ラグビー競技
- 前方にパスを渡す
- 前にボールを落とす
- ラック内のボールを手で扱う

アメリカンフットボール競技
特徴的な反則としては、相手のフェイスマスクを掴むことや、スナップ前に早まって動作することなどがある。 反則へのペナルティは、プレイ開始位置を自陣側に移動される「罰退」や、プレイの成果の取り消しの形で与えられることが基本である。

## 格闘技
ボクシングや総合格闘技などの格闘技では、反則行為は故意によるものと偶然によるものに分かれ、それぞれ異なる裁定を下している。
ボクシングでは、
- 相手選手の頭部や脚に対し、自らの頭部や脚によって攻撃を加えた場合（バッティング）
- ローブロー
- 拳による相手選手の後頭部への打撃行為（ラビットパンチ）
- ピボットブロー
- レスリング行為

総合格闘技では、
- 金的攻撃
- 目潰し
- 噛み付き
- ドーピング

が主な反則とされる。
故意によるものの場合、反則行為を犯した側に減点あるいは失格の処分を科す事になるが、偶然による場合（バッティングが多い）は、一旦試合は停止するものの、注意のみで特に処分を科すことなく試合を再開する。ただし、WBCのように負傷していない方を減点にする団体もある。また、K-1のように負傷の原因が自身の不注意である場合は負傷した方を失格とする団体もある。
偶然の反則により、一方あるいは両方の選手が負傷によって試合続行が不可能となった場合、規定ラウンド（大抵は前半、ボクシングにおける10回戦以上は第4ラウンド、K-1は第1ラウンド）に満たない場合は判定に入らず引き分け（K-1などでは無効試合）、規定ラウンド以降の場合はその時点で判定（テクニカル・デシジョン）に入る（J-NETWORKのようにラウンド問わず判定に入る団体もある）。なお、トーナメント戦で偶然の反則が起こり引き分けまたは無効試合に終わった場合、負傷していない方を勝者扱いとする団体が多い。
かつてのWBOのように偶然の反則に限らず有効な攻撃による負傷の際にも同様の裁定を採る団体も存在する。
UFCではドーピング検査に失格した場合は薬物使用者の反則負けとなる。

## プロレス
プロレスにおける反則行為は、団体にもよるが興行上の一種の演出として行われている。反則行為とされるものとしては、
- こぶし（ナックル）による殴打
- 相手選手への急所（金的）に対する攻撃
- 相手選手の気管を絞める攻撃（チョーク）
- 噛みつき
- サミング
- 凶器の使用
- リング周辺の器具を利用した攻撃[注 1]

のようなものがある。反則行為の定義や運用は団体によって異なるが、試合中の選手同士の凶器攻撃は5カウント以内に中止すれば許される一方、試合に関係のない選手の乱入やレフェリーに対する暴行は瞬時に反則負けになるなど、その扱いは多様である。特に北米ではタイトルマッチでは王者が反則負けとなっても王座を失わないというルールの下で行われることも多く、王者が劣勢になったときに故意に反則を犯して王座を守ることもある。反則行為がレスラーのステータスとなることもあり、ニック・ボックウィンクル、リック・フレアーなどのように、反則行為によって王座防衛を続けるというスタイルで名レスラーとしての地位を築いた例もある。一方、全日本女子プロレスの主要タイトルを認定するWWWAのルールでは、王者の反則負けは無効試合扱いとして王座剥奪（協会預かり）にした上で再戦を指令していた。
なお、プロレスにおいて反則負けの裁定が出来るのは、レフェリーだけであるため、レフェリーの目をタッグパートナーが引きつけている間・レフェリーが選手との接触でダウンしている間・レフェリーの死角を利用などの手段で反則攻撃をした場合は（どんなにレフェリー以外から丸見えであっても）反則負けにはならない。過去の例として1981年12月のザ・ファンクスVSブルーザー・ブロディ＆ジミー・スヌーカ戦では、レフェリーの死角を利用してブロディ側のセコンドのスタン・ハンセンがテリー・ファンクをラリアットでKOしてしまったが、「レフェリーが見ていなかった」ということで反則は取られず、ブロディ＆スヌーカのフォール勝ちで決着している。ただし、団体によってはレフェリーの死角であってもコミッショナーや立会人の目が行き届く範囲であれば反則裁定が採られる場合もある。
また、ノーディスクォリフィケーション（DQ）マッチと呼ばれる反則裁定を排除したルールで行われる試合も存在する。
『流血の魔術 最強の演技』によると、ピンフォールやタップアウト（ギブアップ）による勝敗をつけることによって選手同士の地位の差をつけることを回避するために、反則で試合が決着されることがあるとされる。また、レフェリーがヒール選手の反則をあえて見過ごすことで観衆のムードを盛り上ることがあるともされる。

## 道路交通法
日本において道路交通法違反の事実があった場合、交通反則切符を含めて以下の何れかにより処理される。
1. 司法警察員基本書式例
2. 司法警察員簡易書式例
3. 交通切符
4. 点数切符
5. 交通法令違反少年被疑者家裁直送事件

交通反則制度は、
1. 事実に誤認が無く
2. 軽微な違反に相当する

違反について反則金相当額をあらかじめ納付する手続きにより刑事事件として処理しない制度である。この結果、違反者は逮捕・勾留などは受けず、違反事件は刑事事件として検察官に送致されないこととなる。これは法律の定める刑事事件処理の例外規定であり、あくまでも刑事事件として事件を検察官に送る刑事手続き上の微罪処分とは全く異なる。処分に対して不服な者は、反則切符の受領を拒否するか期限までに反則金を納付しないことで刑事裁判での決着を求めることができる。また、違反により事故を起こした場合や特に重大な違反の場合、違反者の居所や氏名が明らかでない場合などは、現行犯逮捕を受けることもある。
なお、この制度は、基本的には運転に免許を必要とする車両等による違反に対して適用されるが、重被牽引車など軽車両であっても適用される場合はある（道路交通法第百二十五条第一項）。